# 平塚明 (政治家)
平塚 明（ひらつか あきら、1940年（昭和15年）10月5日 - ）は、日本の政治家。元茨城県結城市長（3期）。結城市議会議員（9期）。

## 来歴
茨城県立結城第一高等学校卒。1979年結城市議会議員に初当選する。その後、市議会副議長となる。その傍ら結城市内でコンビニエンスストアを経営する。
1991年と1995年の結城市長選挙に立候補するが、いずれも落選。落選後に行われた市議選に立候補し、2回とも当選した。1997年結城市長の荒井秀吉が死去。これに伴う市長選挙に立候補し、6人による激戦を制し、初当選した。2001年の市長選挙は無投票で再選。
2003年7月市が発注した公共工事に関し、業者から100万円を受け取った収賄の容疑で逮捕され、市長を辞職。同年12月に水戸地裁下妻支部で懲役1年6ヶ月、執行猶予3年、追徴金100万円の判決が言い渡された。控訴しなかったため、刑が確定した。
執行猶予期間が明けた2007年の結城市議会議員選挙に立候補し、無投票当選により市議会に復帰。2011年と2015年の市議選でも連続当選。2019年の結城市長選挙に立候補したが、落選した（現職の前場文夫も落選）。2023年の結城市議会議員選挙で9回目の当選を果たした。